# Julijan Szeparowycz
Julijan Szeparowycz (ur. 16 lutego 1886 w Kołodziejówce, zm. 28 lipca 1949 w Monachium) – ukraiński działacz społeczny i spółdzielczy, oficer Ukraińskiej Armii Halickiej.
W czasie wojny polsko-ukraińskiej dowódca 3 pułku artylerii 3 Brygady Piechoty II Korpusu Ukraińskiej Armii Halickiej. Po połączeniu Armii Halickiej z Armią Ukraińskiej Republiki Ludowej dowódca pociągu pancernego Zaporożec.
Po wojnie założyciel i pierwszy dyrektor Związku Spółdzielczego w Stanisławowie, od 1925 roku w dyrekcji Centrosojuzu, od 1930 jego dyrektor.
W latach 1940–1944 referent niemieckiej "Centrali Chłopskiej" w Generalnym Gubernatorstwie. Brat Lwa Szeparowycza.